# Infectious Grooves
Infectious Grooves is een funkmetal-band die onder leiding staat van Suicidal Tendencies-voorman Mike Muir. Daar waar de teksten van Suicidal Tendencies over het algemeen een kritische blik op de maatschappij werpen met vaak een cynische ondertoon, zijn de teksten van Infectious Grooves doorspekt met absurdistische humor.
Sinds 2008 is de band live weer volop actief en in 2010 wordt het vijfde studio-album verwacht.

## Discografie
| Year | Title                                                               | Label            |
| ---- | ------------------------------------------------------------------- | ---------------- |
| 1991 | The Plague That Makes Your Booty Move...It's the Infectious Grooves | Epic             |
| 1993 | Sarsippius' Ark                                                     | Epic             |
| 1994 | Groove Family Cyco                                                  | Epic             |
| 2000 | Mas Borracho                                                        | Suicidal Records |
| 2010 | Funk it up & Punk it up: Live in France '95                         | Suicidal Records |

## Trivia
- Op het debuutalbum The plague that makes your booty move... wordt de achtergrondzang in het nummer Therapy verzorgd door Ozzy Osbourne.
- Infectious Grooves is tegenwoordig zo nauw verwant aan Suicidal Tendencies dat er alleen maar één gitarist hoeft te worden gewisseld (Mike Clark en Tim Stewart).

## Onofficiële leden
- Dave Kushner - Gitaar (op album The Plague That Makes Your Booty Move...It's the Infectious Grooves)
- Rocky George - Gitaar (op album The Plague That Makes Your Booty Move...It's the Infectious Grooves)
- Dave Dunn - Keyboard (op album The Plague That Makes Your Booty Move...It's the Infectious Grooves)